# Boloria atrocostalis
Boloria atrocostalis är en fjärilsart som beskrevs av Huard. Boloria atrocostalis ingår i släktet Boloria och familjen praktfjärilar. Inga underarter finns listade i Catalogue of Life.